# Achramorpha nivalis
Achramorpha nivalis är en svampdjursart som beskrevs av Jenkin 1908. Achramorpha nivalis ingår i släktet Achramorpha och familjen Achramorphidae. Inga underarter finns listade i Catalogue of Life.